# Дермань
Дермань — старинное село в Ровненском районе Ровенской области Украины на реке Устье. В настоящее время это два села расположенные рядом: Дермань Первая и Дермань Вторая.

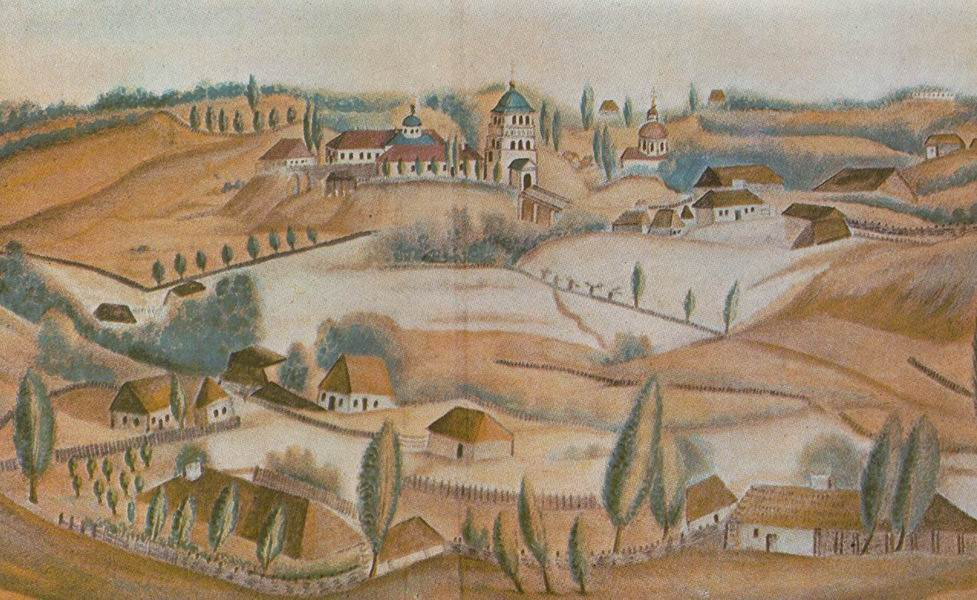
Дермань (рисунок 1845 года)

## История
Территория Дермани была заселена уже в VIII—V веке до нашей эры. Об этом свидетельствуют археологические раскопки, благодаря которым были найдены остатки жилищ и кремнёвых орудий эпохи ранней бронзы, остатки древнерусского городища, старинные могильники, а также обломки сельскохозяйственных орудий, вещей быта и принадлежностей для ритуальных захоронений.
В сентябре 1497 года в замке близ Топорищ на Житомирщине было составлена грамота, согласно которой великий литовский князь Александр засвидетельствовал дар гетману Константину Острожскому имущество в виде двух дворов и девяти сёл, в числе которых называется и «Дермань».
В 1499 году в исторических записях появляется и нынешняя гордость населённого пункта — Дерманский монастырь, которому тогда Острог подарил книгу «Поучения». В последующие годы жизнь села неразрывно связана жизнью монастыря.

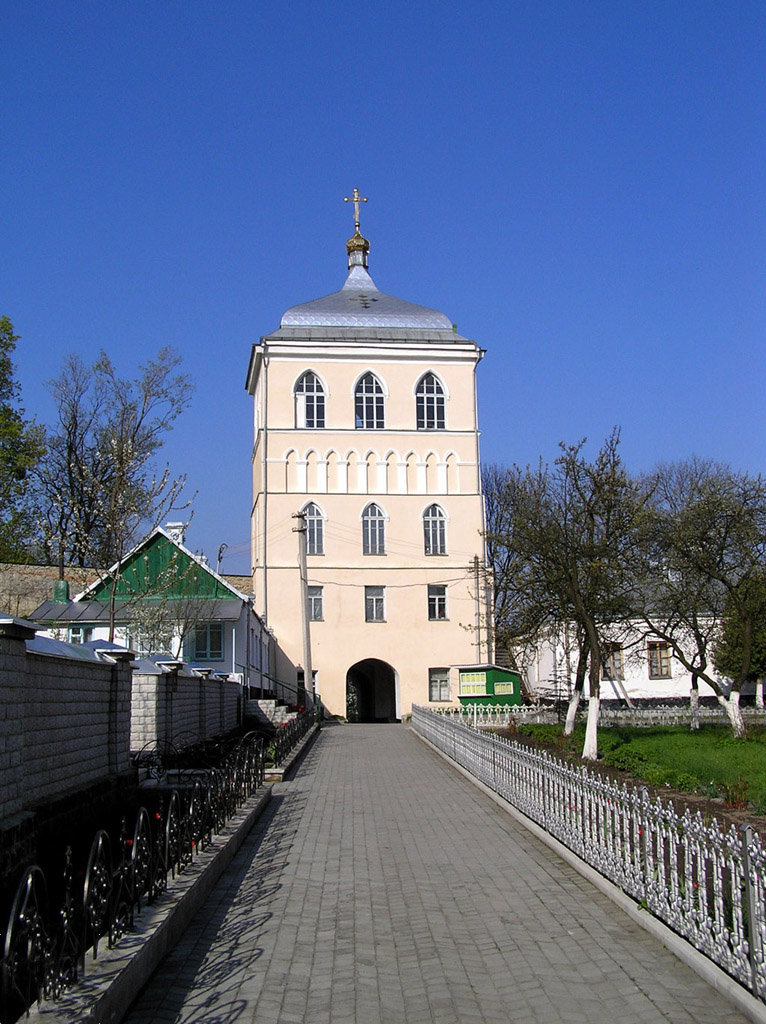
Дерманский монастырь

На картах и поземельных планах XVI-XVII веков село документировали с названием «Дермань» и лишь изредка латинской записью — «Derman» («Dermane»).
В результате Освободительной войны 1648—1654 годов (укр. Визвольної війни 1648-1654 років) село пришло в полный упадок, но к началу XVIII века Дермань вновь начала возрождаться; растёт территория обрабатываемых сельхозугодий, значительно увеличиваются лесозаготовки.
По данным 1889 года, «село Дермань при пруде и ключах волости Мизочской» имело 330 дворов, 2575 жителей (из них 54 католика), мужской Преображенский монастырь, одноклассное народное училище, кредитное общество, 3 магазина, мельницу, смолокурильню и деревообрабатывающую мастерскую. В начале XX века на страницах «Энциклопедического словаря Брокгауза и Ефрона» в статье об этом населённом пункте говорилось: «Жителей 2630», что свидетельствует о стабильном росте населения.
В 1884 году здесь родился Марцинковский Владимир Филимонович (1884 — 9 сентября 1971) — христианский проповедник и писатель.
20 февраля 1905 в Дермани в состоятельной семье хлеборобов родился Улас Самчук (1905—1987) — украинский писатель, автор романа-трилогии «Волынь», повести «Мария», пьесы «Шумят жернова» и других произведений.
К 1939 году Дермань была единым селом, хотя в действительности его делили на Дермань барский и казенный. В годы Второй мировой войны в 1942 году в Дермани была открыта школа поручиков Украинской повстанческой армии.
В 1946 году власть переименовала село Дермань Первая в Устенское Первое, а Дермань Второе, соответственное в Устенское Второе (по названию реки Устье). Однако, после распада СССР сёла вновь обрели своё историческое название.